# WXV
WXV（ダブリューエックスブイ）は、ワールドラグビーにより2023年に新設された15人制ラグビーユニオン女子国際大会である。18チームを強さによって6チームずつ3つに分け、WXV1、WXV2、WXV3という名称で構成する。ラグビーワールドカップ女子大会の開催年を除き、毎年9月から10月にかけて開催する。
第2回大会は、第1回大会の結果を引き継ぎ、各ディビジョンの上位と下位の入れ替えのみにとどめる予定だったが、あらためて全チームに対して2024年3月以降の地域リーグを予選として、再度振り分けることになった。ただし第1回WXV3最下位チームは当初の予定どおり入替戦が行われる。

## 開催大会
- 第1回：WXV 2023（WXV1・WXV2・WXV3）2023年10月13日 - 11月4日
- 第2回：WXV 2024（WXV1・WXV2・WXV3）2024年9月27日 - 10月12日

## 設立の背景
WXV設立以前の女子15人制ラグビーでは、強豪国が参戦するワールドカップや女子シックス・ネイションズ（ヨーロッパ6か国対抗戦）の他には、強豪国以外をも対象とした定期的な国際大会がほとんど無かった。
ラグビーワールドカップ2025（女子大会）の参加チームが12チームから16チームに拡大されたことに伴い、参加国が多い常設大会が企画され、ワールドラグビーにより2021年3月16日に新大会WXVが発表された。ワールドラグビーはこの大会に最初の2年間で640万ポンド（約10億円）を投資した。当初、2022年9月に開始される予定だったが、新型コロナウイルス感染症の世界的流行により延期され、2023年からの開催となった。
2023年5月5日、大会ロゴが発表され、7月22日にすべての参加国が決まった。8月13日には第1回大会の全試合日程が発表された。第1回大会の試合は、10月13日14時（日本時間21時）WXV2 日本対イタリア戦から始まった。

## 構成
第1回（2023 WXV）・第2回（2024 WXV）とも、その年の地域リーグの最新結果をもとに振り分けられる。設立当初は、第1回大会結果から一部チームの入れ替えのみで第2回を行う予定だった。以下は、第2回大会の出場要件。

### WXV1
(1)(2)(3)女子シックス・ネイションズ上位3チーム、(4)(5)(6)パシフィック・フォー・シリーズ上位3チームで構成。 

### WXV2
(1)ラグビーアフリカ・ウィメンズカップの優勝チーム、(2)女子アジアラグビーチャンピオンシップ優勝チーム、(3)(4)シックスネイションズ4位・5位チーム、(5)パシフィック・フォー・シリーズ4位チーム、(6)「女子シックス・ネイションズ6位チーム」と「ラグビーヨーロッパ・ウィメンズチャンピオンシップ優勝チーム」との対戦の勝者。

### WXV3
(1)ラグビーアフリカ・ウィメンズカップの準優勝チーム、(2)女子アジアラグビーチャンピオンシップの準優勝チーム、(3)(4)オセアニア・ウィメンズチャンピオンシップの優勝・準優勝チーム、(5)「女子シックス・ネイションズ6位チーム」と「ラグビーヨーロッパ・ウィメンズチャンピオンシップ優勝チーム」との対戦の敗者、(6)前回大会WXV3最下位コロンビアと不参加チームのうちランキングがもっとも高いオランダとの対戦（前大会結果からの入替戦）の勝者。

## 戦績
詳細は、各年のページを参照。
| 年   | WXV 1            | WXV 1        | WXV 1        | WXV 1          | WXV 1            | WXV 1    | WXV 1          | WXV 2      | WXV 2          | WXV 2          | WXV 2            | WXV 2            | WXV 2          | WXV 2  | WXV 3  | WXV 3        | WXV 3    | WXV 3    | WXV 3    | WXV 3        | WXV 3        | 出典   |
| 年   | 開催国           | 優勝         | 2位          | 3位            | 4位              | 5位      | 6位            | 開催国     | 優勝           | 2位            | 3位              | 4位              | 5位            | 6位    | 開催国 | 優勝         | 2位      | 3位      | 4位      | 5位          | 6位          | 出典   |
| ---- | ---------------- | ------------ | ------------ | -------------- | ---------------- | -------- | -------------- | ---------- | -------------- | -------------- | ---------------- | ---------------- | -------------- | ------ | ------ | ------------ | -------- | -------- | -------- | ------------ | ------------ | ------ |
| 2023 | ニュージーランド | イングランド | カナダ       | オーストラリア | ニュージーランド | フランス | ウェールズ     | 南アフリカ | スコットランド | イタリア       | 南アフリカ共和国 | 日本             | アメリカ合衆国 | サモア | ドバイ | アイルランド | フィジー | スペイン | ケニア   | カザフスタン | コロンビア   | [ 11 ] |
| 2024 | カナダ           | イングランド | アイルランド | カナダ         | ニュージーランド | フランス | アメリカ合衆国 | 南アフリカ | オーストラリア | スコットランド | イタリア         | 南アフリカ共和国 | ウェールズ     | 日本   | ドバイ | スペイン     | サモア   | オランダ | フィジー | 香港         | マダガスカル | [ 3 ]  |

## 女子日本代表

### 2023年大会
- 女子日本代表は、2023年5月28日の「女子アジアラグビーチャンピオンシップ2023」（カザフスタン大会）決勝戦[12]で11トライと確実なコンバージョンキックによりカザフスタンに72-0で圧勝[13]。優勝した日本は、WXV2（南アフリカで開催）への出場が決まった。敗れたカザフスタンはWXV3に入った。
- 日本時間で、10月13日(金)21時から南アフリカのステレンボッシュでイタリア戦を行い15-28（前半5-14）で敗れた[14]。イタリア戦は、WXV全試合日程において最初の試合（開幕戦）[15]。
- 21日(土)23時からケープタウンでサモア戦で勝利、27日(金)21時から同じくケープタウンでスコットランド戦では敗れた[16]。日本は1勝2敗、プール戦で6チーム中4位となった。
- 日本が出場する試合は、日本国内においてJ SPORTSによるオンデマンド生中継配信と通常チャンネルでの録画放送を実施[17]。そのため、日本国内では、ワールドラグビー動画配信「RugbyPass TV」で、日本戦以外の試合が視聴できる[17]。

### 2024年大会
- 日本代表は、2024年5月27日に「女子アジアラグビーチャンピオンシップ2024」で優勝し、WXV2への出場権と、同時にワールドカップ2025への出場権を得た[18]。
- 南アフリカ共和国に24-31、スコットランドに13-19、ウェールズに10-19と、3戦全敗してWXV2の6チームで最下位となった[19][20]。
- 前年同様、日本国内では、日本代表戦をJ SPORTSによる放送とオンデマンド配信を実施[21]。その他の対戦はワールドラグビー動画配信「RugbyPass TV」で配信された。

## 日程に関する問題
- 初回2023年大会の試合日程において、2023年10月21日は男子ワールドカップ2023（フランス大会）準決勝の日にあたり[22]、WXV2・WXV3の最終日となる10月28日は、男子ワールドカップも決勝戦の日にあたる[23]。このためイギリスのメディア「The Telegraph」は、WXVへの注目度が落ちると懸念した[24]。

## 初回大会のディビジョン分け
第2回大会のディビジョン分けは、「WXV 2024」を参照。

### 2023 WXV1
- 2023年の女子シックス・ネイションズ上位3チーム（イングランド・フランス・ウェールズ）によるプールと、パシフィック・フォー・シリーズ上位3チーム（ニュージーランド・カナダ・オーストラリア）によるプールに分かれた[25]。

### 2023 WXV2
- プールAは、2023年の(1)パシフィック・フォー・シリーズ4位チーム（アメリカ合衆国）、(2)女子アジアラグビーチャンピオンシップ優勝チーム（日本）、(3)ラグビーアフリカ・ウィメンズカップ優勝チーム（南アフリカ共和国）で構成された[25]。
- プールBは、2023年の(1)女子シックス・ネイションズ4位チーム（スコットランド）、(2)「女子シックス・ネイションズ5位チーム」と「ラグビーヨーロッパ・ウィメンズチャンピオンシップ優勝チーム」とのプレーオフの勝者（イタリア）、(3)オセアニア・ウィメンズチャンピオンシップ優勝チーム（サモア）で構成される[25]。

### 2023 WXV3
- 片方のプールは、2023年の (1)女子シックス・ネイションズ最下位チーム（アイルランド）、(2)ラグビーアフリカ・ウィメンズカップの準優勝チーム（ケニア）、(3)オセアニア・ウィメンズチャンピオンシップの準優勝チーム（フィジー）で構成された[25]。
- もう片方のプールは、(1)アジア大会（女子アジアラグビーチャンピオンシップ）の準優勝チーム（カザフスタン）、(2)「女子シックス・ネイションズ5位チーム」と「ラグビーヨーロッパ・ウィメンズチャンピオンシップ優勝チーム」とのプレーオフの敗者（スペイン）、(3)女子選手権における南米大会の優勝チーム（コロンビア）[25]。

## 放送および配信
第2回大会の放送・配信は、「WXV 2024」を参照。

### 2023年大会
放送がない試合・放送がない地域では、ワールドラグビーが運営するRugbyPass TVで無料配信される。

#### WXV1
- 放送 - ニュージーランド（Sky New Zealand）、オーストラリア（Stan Sport）、フランス（自国試合のみTF1）、東南アジア（beIN Sports）
- 配信 - その他はRugbyPass TV

#### WXV2
- 放送 - 日本（日本出場試合のみ、J SPORTSオンデマンドによる生中継配信と、J SPORTS通常チャンネルによる録画放送を行う）、南アフリカ（SuprtSport）、ニュージーランド（Sky New Zealand）、東南アジア（beIN Sports）、
- 配信 - その他はRugbyPass TV。日本出場の試合以外は、日本国内でも各試合をRugbyPass TVで視聴できる。日本の試合はJ SPORTSオンデマンドのみ。

#### WXV3
- 放送 - 東南アジア（beIN Sports）
- 配信 - 放送が無い国ではRugbyPass TV

## パートナー企業
第2回大会のパートナー企業は、「WXV 2024」を参照。

### 2023年大会

#### グローバルパートナー
- Mastercard
- キャップジェミニ
- Gallagher
- 三菱電機

#### WXV1 パートナー
- Ryman Healthcare - ニュージーランド企業
- MediaWorks New Zealand - ニュージーランド企業

#### WXV1 オフィシャルサポーター
- Arnott's Shapes - ニュージーランド企業
- GO Media[27]- ニュージーランド企業